# 충칭 항공의 운항 노선
2018년 1월 현재, 아래는 충칭 항공의 취항지 목록이다.

## 운항 노선

### 동아시아
- 중화인민공화국
  - 베이징 - 베이징 서우두 국제공항
  - 상하이 - 상하이 푸둥 국제공항
  - 광둥성
    - 광저우 - 광저우 바이윈 국제공항
    - 선전 - 선전 바오안 국제공항

  - 광시 성
    - 구이린 - 구이린 량장 국제공항

  - 산둥성
    - 지난 - 지난 야오창 국제공항

  - 윈난성
    - 쿤밍 - 쿤밍 창슈이 국제공항
    - 다리 - 다리 공항
    - 리장 - 리장 공항
    - 망시 - 더홍 망슈이 공항
    - 텅충 - 텅충 투오펑 공항
    - 시솽반나 - 시솽반나 가사 공항

  - 장쑤성
    - 난징 - 난징 루커우 국제공항

  - 장시성
    - 난창 - 난창 창베이 국제공항

  - 저장성
    - 항저우 - 항저우 샤오산 국제공항
    - 닝보 - 닝보 리스 국제공항
    - 원저우 - 원저우 용창 국제공항

  - 충칭 시
    - 충칭 - 충칭 장베이 국제공항 허브
    - 첸장 - 첸장 우링산 공항

  - 푸젠성
    - 샤먼 - 샤먼 가오치 국제공항
    - 푸저우 - 푸저우 창러 국제공항

  - 하이난성
    - 싼야 - 싼야 피닉스 국제공항

  - 헤이룽장성
    - 하얼빈 - 하얼빈 타이핑 국제공항

  - 후난성
    - 창사 - 창사 황화 국제공항

  - 후베이성
    - 우한 - 우한 톈허 국제공항

  - 디칭 티베트족 자치주
    - 샹그릴라 - 디칭 샹그릴라 공항

  - 아바 티베트족 창족 자치주
    - 주자이거우 - 주자이 황롱 공항

  - 티베트 자치구
    - 라싸 - 라싸 공가 공항

### 동남아시아
- 베트남
  - 하노이 - 노이바이 국제공항
  - 호치민 시 - 떤선녓 국제공항 - (2018년 4월 2일 신규취항)
- 태국
  - 푸켓 - 푸켓 국제공항